# مانويل ديلغادو رويز
مانويل ديلغادو رويز (بالإسبانية: Manuel Delgado Ruiz)‏ هو عالم إنسان ومؤرخ وبروفيسور إسباني، ولد في 1956 في برشلونة في إسبانيا.

## وصلات خارجية
- مانويل ديلغادو رويز على موقع IMDb (الإنجليزية)